# Sungai Asam (Kayu Aro)
Sungai Asam is een bestuurslaag in het regentschap Kerinci van de provincie Jambi, Indonesië. Sungai Asam telt 1469 inwoners (volkstelling 2010).